# Fedele Confalonieri
Fedele Confalonieri (Milano, 6 agosto 1937) è un dirigente d'azienda italiano, attuale presidente di Mediaset e, dal 18 luglio 2017, presidente della Veneranda Fabbrica del Duomo di Milano.

## Biografia
Cresciuto a Milano in via Volturno, nel quartiere Isola, all'età di 12 anni ha modo di conoscere Silvio Berlusconi, più anziano di un anno rispetto a lui, e di stringere con lui una forte amicizia che è perdurata anche durante gli anni del liceo classico dell'istituto salesiano S. Ambrogio e dell'università. Berlusconi e Confalonieri sono infatti da sempre uniti dalla comune passione per la musica: i due avevano iniziato ad esibirsi appunto al liceo - con Berlusconi che cantava e suonava chitarra e contrabbasso mentre Confalonieri suonava il pianoforte - per poi continuare dopo la maturità in sale da ballo, night club e per occasioni speciali come feste e matrimoni, fino a quando Confalonieri dopo una discussione licenziò l'amico che avrebbe poi continuato a cantare sulle navi da crociera in estate. È figlio di Ernani e Luigia Borghi, sorella di Giovanni, proprietario della Ignis.
Laureatosi in giurisprudenza all'Università degli Studi di Milano, ha seguito fin dagli inizi l'amico Berlusconi dapprima come suo assistente nella Edilnord dal 1973  e poi nell'avventura televisiva, ricoprendo ruoli di responsabilità nelle aziende del Biscione. Fedele Confalonieri è presidente di Mediaset S.p.A., consigliere di amministrazione della Arnoldo Mondadori S.p.A. e consigliere di amministrazione del quotidiano il Giornale. È membro del consiglio direttivo e della giunta di Confindustria e di Assolombarda e, nell'ambito della Federazione radio televisioni, presidente dell'Associazione televisioni nazionali.
Fa parte della giunta direttiva di Assonime, associazione fra le società italiane per azioni. Inoltre è stato presidente dell'Orchestra Filarmonica del Teatro alla Scala e presidente del comitato per le celebrazioni verdiane.
Nell'ottobre 2007 Confalonieri ha conseguito il diploma di pianoforte al Conservatorio Verdi di Milano, con un programma che comprendeva l'Appassionata di Beethoven, una rapsodia di Brahms, i Quadri di un'esposizione di Mussorgskij e la fantasia di Schumann. Ha fatto parte dell'Aspen Institute.
Il 18 luglio 2017 è stato eletto presidente della Veneranda Fabbrica del Duomo di Milano.
Dal 31 luglio 2018, per un taglio aziendale della TV commerciale, non è più dipendente della stessa, ma conserva comunque il ruolo di presidente.

## Vita privata
È stato sposato con Annick Cornet, francese, scomparsa nel novembre 2020 per complicazioni da COVID-19, dalla quale ha avuto due figli: Aline e Yves, quest'ultimo direttore interactive media di RTI.

## Procedimenti giudiziari
- Nell'aprile 2008 Confalonieri viene rinviato a giudizio dal gup di Milano con l'accusa di frode fiscale. La procura contesta a Confalonieri presunti reati commessi in un periodo compreso tra il 2001 al 2003. Il 22 maggio 2014 il PM De Pasquale chiede, tra le altre condanne, 3 anni e 4 mesi per Confalonieri.[8] Relativamente a questo procedimento, è stato assolto sia in primo che in secondo grado.[9][10][11][12]
- Il 20 febbraio 2009 è stato rinviato a giudizio per favoreggiamento nell'ambito dell'inchiesta sulla bancarotta di Hdc, la società di sondaggi di Luigi Crespi.[13] In seguito, verrà assolto.[14]
- Nel gennaio 2010 gli viene contestata la frode fiscale nell'ambito dell'inchiesta Mediatrade-RTI.[15] Il 18 ottobre 2011 il GUP di Milano rinvia a giudizio Pier Silvio Berlusconi e Fedele Confalonieri e proscioglie Silvio Berlusconi ritenendo le prove a carico di quest'ultimo insufficienti.[16][17] Già l'8 luglio seguente Berlusconi jr e Confalonieri vengono prescritti per i fatti del 2005 e assolti per quelli del 2006, 2007 e 2008 "perché il fatto non costituisce reato", Agrama compreso.[18][19] Il 17 marzo 2016 la Corte d'Appello di Milano ribalta la sentenza di primo grado condannando con sospensione condizionale Berlusconi e Confalonieri a 1 anno e 2 mesi di reclusione per i fatti del 2007 mentre vengono prescritti per quelli del 2006 e assolti per quelli del 2008 «perché il fatto non è più previsto come reato»[20]; i pm chiedevano 3 anni e 2 mesi per il primo e 3 anni e 4 mesi per il secondo. La Corte dispone come pene accessorie l'interdizione temporanea dagli uffici direttivi e il divieto di contrattare con la pubblica amministrazione oltre a un risarcimento per ora di 20.000 euro all'Agenzia delle Entrate. Il 18 ottobre 2016 la Cassazione ha annullato senza rinvio le condanne per frode fiscale ad un anno e due mesi di reclusione emesse in appello nel processo Mediatrade.[21] In base a quanto appreso da fonti della difesa, le condanne sono state annullate perché il fatto non costituisce reato, il presidente del Collegio era il dottor Fiandanese. Di fatto questa sentenza rende definitivo quanto stabilito in primo grado. Ancora assolti invece Frank Agrama (i pm chiedevano 3 anni e 8 mesi), gli ex manager del gruppo Gabriele Ballabio, Daniele Lorenzano, Giorgio Dal Negro e Paolo del Bue mentre vengono prescritti Giovanni Stabilini e le due cittadine di Hong Kong Paddy Chan Mei-You e Catherine Hsu May-Chun.[22]